# Руско Турманов
Руско Турманов – Роко е български боксьор и кикбоксьор, както и треньор по кикбокс. Той е европейски шампион по кикбокс от първенството в Баку през 2010 г.

## Биография
Роден е в Бургас на 29 декември 1961 г. Започва да тренира бокс в „Черноморец“ (Бургас) през 1978 г. Първият му треньор е олимпийският шампион по бокс Георги Костадинов.
През 1982 г. е приет във Висшия институт за физкултура „Георги Димитров“, като продължава да се състезва за боксов клуб „Академик“ (София).
През 1988 г. създава първия в Югоизточна България клуб по кикбокс СК „Аякс“ в Бургас. През 1992 г. е избран за помощник-треньор по кикбокс на България в ринговите стилове Low-Kick, Tai-Kick и Full-Contact. През 1993 г. e избран за старши треньор на националния отбор по кикбокс. Докато изпълнява тази длъжност до 2006 г., България завоюва 6 световни и 5 европейски титли в аматьорския спорт и титла в професионалния.
Председател е на съдийската колегия в периода 1996 – 2007 г. През 2012 г. е удостоен със званието „Заслужил треньор по кикбокс“ от Българската конфедерация по кикбокс и муай-тай за цялостен принос за развитието на кикбокса в България.
По негова инициатива е създаден Балканският шампионат по кикбокс. Първият подобен турнир се провежда във Велико Търново през 1993 г.
Най-изявеният му състезател е Йордан Дичев, завоювал балканска, средиземноморска и европейска титла за професионалисти (2000). Други негови известни състезатели са Георги Георгиев (европейски вицешампион), Йордан Янков-Руския (световен и европейски шампион), Пламен Петров (балкански шампион), Георги Карагьозов (балкански шампион), Радослав Колев (балкански шампион), Теодор Карастоянов (6-кратен републикански шампион), Милен Сотиров (4-кратен републикански шампион).

### Състезателна кариера
- Бронзов медалист от международен турнир по бокс „Феликс Щама“Торун (1985)
- Сребърен медалист от международен турнир по бокс „Георгиус Димитриус“Солун (1985)
- Европейски шампион по кикбокс за мъже-ветерани в Баку (2010) – първо европейско първенство за ветерани

### Треньорска кариера
- Национален треньор по кикбокс, 1993 – 2006 г.
- Треньор на СК „Савой клуб“, Карнобат, 1996 – 2000 г.
- Треньор на СК „Аякс“, Бургас, 1988 – 2006 г.